# Vespasiano I Gonzaga
Vespasiano I Gonzaga, noto anche come Vespasiano Gonzaga Colonna (Fondi, 6 dicembre 1531 – Sabbioneta, 26 febbraio 1591), è stato un condottiero, politico e mecenate italiano, duca di Sabbioneta e marchese di Ostiano.
Fu il fondatore, l'ideatore e il primo e ultimo duca della città ideale: Sabbioneta, sita nella Bassa padana fra Mantova e Parma. Vespasiano la realizzò completamente nell'arco di circa trentacinque anni dal 1556 sino alla sua morte, avvenuta nella stessa Sabbioneta nel 1591, secondo i canoni e i criteri del migliore Rinascimento italiano. I suoi feudi comprendevano: in ambito imperiale, nell'Italia settentrionale, il ducato di Sabbioneta, il marchesato di Ostiano, la contea di Rodigo e le signorie di Bozzolo, Rivarolo Mantovano e Commessaggio; sotto il dominio spagnolo, nell'Italia meridionale, il ducato di Trajetto, la contea di Fondi, la baronia di Anglona, le signorie di Turino e Caramanico.

## Biografia
Nacque il 6 dicembre 1531 da Isabella Colonna e da Luigi Gonzaga "Rodomonte" (1500-1532), a sua volta primogenito di Ludovico, conte di Rodigo del ramo cadetto gonzaghesco di Gazzuolo e di Francesca Fieschi, dei conti di Lavagna.

### Vespasiano a Sabbioneta
Il 10 giugno 1533 il piccolo Vespasiano giunse a Sabbioneta con la madre, accolti dalla popolazione entusiasta e dalla corte del nonno Ludovico. Dopo poco tempo Isabella e il figlio si trasferirono nel feudo ereditato da Rodomonte, Rivarolo di Fuori, trattenendosi per circa un anno. Ben presto nacquero però contrasti e litigi tra il suocero ed Isabella, che nel 1535 decise di trasferirsi col figlio nuovamente a Fondi, dopo essersi imbarcata a Genova. I continui dispiaceri e lo sconforto portarono alla morte Ludovico il 1º luglio 1540, che nel suo testamento aveva designato Vespasiano come suo unico erede, sotto tutela della figlia Giulia Gonzaga. L'imperatore Carlo V designò come amministratori di Sabbioneta Ferrante I Gonzaga e il cardinale Ercole Gonzaga. Giulia riuscì ad ottenere dall'imperatore il 6 settembre 1541 l'investitura del nipote Vespasiano del suo stato e il riconoscimento di signore di Sabbioneta.
Ben presto orfano del padre, la madre Isabella Colonna si risposò nel 1536 con Filippo di Lannoy, principe di Sulmona, e dovette rinunciare a tenere con sé il figlio. Il suocero Ludovico ottenne dall'imperatore che la tutela di Vespasiano fosse affidata a Giulia Gonzaga, zia paterna, che lo allevò amorevolmente. Anche allo scopo di proteggerlo dal prevedibile intento dei Colonna di eliminarlo per fini ereditari, Giulia Gonzaga si trasferì a Napoli con il nipote abbandonando i possedimenti di Fondi. Seguendo l'usanza del tempo d'inviare i rampolli delle famiglie nobili presso le corti europee allo scopo di perfezionare la loro educazione e come atto di sudditanza alla corona, Giulia colse l'occasione di mandare Vespasiano presso Carlo V d'Asburgo, allontanando così il nipote dalle possibili attenzioni della potente famiglia materna che aveva molti interessi anche nella città partenopea.
Giunto a Madrid, nel 1548, il giovane Gonzaga venne scelto quale paggio d'onore al servizio dell'infante, il futuro re Filippo II.
Nell'aprile 1550 Vespasiano sposò segretamente a Piacenza Diana Folch de Cardona, figlia del nobile Antonio, ed entrarono trionfalmente in Sabbioneta. Dopo un breve viaggio a Bruxelles, nel 1554 diede inizio alla costruzione delle mura di Sabbioneta, che ancora oggi testimoniano la profonda conoscenza di Vespasiano delle fortificazioni e concepì la costruzione di una nuova città rinascimentale (1551-1554).

### Impegni militari
Il Gonzaga lasciò spesso la sua città per assolvere agli impegni militari sotto la bandiera del Sacro Romano Impero. Nel 1555 fu nominato capitano generale della fanterie italiane, riportando una vittoria a Volpiano contro i francesi. Al comando delle sue truppe espugnò Anagni e Vicovaro, dove nel 1532 morì il padre "Rodomonte", togliendo il castello agli Orsini.
Aprì a Sabbioneta nel 1558 la zecca, che fu attiva sino al 1684, anno della morte dell'ultimo duca Nicola María de Guzmán Carafa.
Durante le sue assenze, l'amministrazione di Sabbioneta fu nelle mani della moglie Diana, che morì nel novembre 1559 in circostanze non chiare senza dare figli a Vespasiano, che ereditò le sue terre in Sicilia. Nel 1564 si recò in Spagna e a Valencia furono celebrate le nozze con Anna Trastámara d'Aragona, parente col re di Spagna e di salute cagionevole. Nel 1565 divenne padre di due gemelle Giulia e Isabella, destinata a diventare la sua erede universale e nello stesso anno Vespasiano ottenne dall'imperatore Massimiliano II il titolo di marchese. Il 27 dicembre 1566 nacque anche l'erede maschio Luigi Gonzaga. nel 1567 morì anche la seconda moglie Anna. L'11 aprile 1570 venne a mancare la madre di Vespasiano, Isabella e il marchese divenne erede di un grande patrimonio costituito da diversi feudi.
Condottiero, abile diplomatico ma anche letterato, architetto militare e mecenate, da semplice cadetto riuscì a raggiungere i più alti vertici feudali. Il 25 luglio 1574 Massimiliano II d'Asburgo lo nominò principe del Sacro Romano Impero, titolo assegnato ai feudatari alla diretta dipendenza dell'imperatore stesso. Nel 1577, poi, il marchesato di Sabbioneta, già contea, fu elevato a ducato (sempre sotto l'egemonia del ducato di Mantova), grazie alla personale amicizia con Rodolfo II, conosciuto alla corte regia spagnola, ove l'undicenne futuro imperatore era stato inviato per migliorare la propria educazione, sotto la cura dello zio Filippo II. A suggello di questo onore e dell'indipendenza dai cugini, duchi di Mantova, Vespasiano ottenne un nuovo stemma gentilizio, in cui campeggiava la scritta LIBERTAS a lettere d'oro.
A quell'epoca, Vespasiano era uno degli uomini di fiducia di Filippo II che lo nominò grande di Spagna, poi viceré di Navarra e di Valencia, prima di insignirlo, nel 1585, del cavalierato dell'Ordine del Toson d'oro, massima onorificenza della corona spagnola.
Nel 1578 Vespasiano subì una craniotomia ad opera del barbiere in veste di chirurgo sabbionetano Antonio Amici per guarirlo da fortissime emicranie e riuscì. Dopo alcuni anni il duca venne curato dal fisico bolognese Gabriele Beato.
Nel 1581 si sposò per la terza volta con Margherita Gonzaga, che entrò solennemente in Sabbioneta il 6 maggio 1582.

### Morte e sepoltura
Le condizioni di salute andarono sempre peggiorando e il duca nel febbraio 1591 dettò il suo lungo testamento.
Vespasiano morì il 26 febbraio 1591, lasciando per testamento all'unica figlia sopravvissuta, Isabella, tutti i suoi possedimenti. Isabella andò in sposa a Luigi Carafa della Stadera (1591-1637) dei principi di Stigliano. Alla loro morte, nel 1638, la fortezza di Sabbioneta passò alla nipote Anna Carafa, che a sua volta la trasmise al figlio Nicola de Guzman, ultimo discendente di Vespasiano Gonzaga, il quale la resse fino al 1684.
Il duca fu sepolto nella chiesa della Beata Vergine Incoronata, a Sabbioneta, nel monumento funebre in marmi policromi realizzato intorno al 1592 dallo scultore Giovanni Battista Della Porta, sul quale campeggia la statua in bronzo del duca. 
Nel 1988 venne aperta la tomba per effettuare un sopralluogo sui resti mortali del condottiero al termine del quale vennero collocati in un ambiente attiguo alla chiesa: nella cassa fu rinvenuto il pendente del collare dell'Ordine del Toson d'oro. Il 25 febbraio 2018 con una solenne cerimonia religiosa, i resti di Vespasiano, della moglie Anna d'Aragona e dei due figli Luigi e Giulia, sono stati ricollocati nel monumento funebre.

## Discendenza
Vespasiano ebbe tre consorti:
- Diana Folch de Cardona (1531-1559), contessa di Giuliana, figlia di Pedro, conte di Golisano, del ramo siciliano dei Cardona
- Anna d'Aragona y Folch de Cardona (1544 ca.-1567), figlia di Alfonso d'Aragona, duca di Segorbe, ramo cadetto del nobile casato d'Aragona e di Juana Folch duchessa di Cardona
- Margherita Gonzaga (1562-1628), figlia di Cesare Gonzaga signore di Guastalla e principe di Molfetta e di Camilla Borromeo dei conti di Arona, sorella di san Carlo.

Solo la seconda moglie Anna gli diede una discendenza:
- Giulia (1565-1565)
- Isabella (1565-1637), erede universale di Vespasiano
- Luigi (1566-1580), morto a quattordici anni. Con Luigi si estinse il ramo principale dei Gonzaga di Sabbioneta

## Ascendenza
|                           |                  |                                 | Genitori                          |  |  | Nonni |  |  | Bisnonni              |  |  | Trisnonni            |  |
|                           |                  |                                 |                                   |  |  |       |  |  | Gianfrancesco Gonzaga |  |  | Ludovico III Gonzaga |  |
|                           |                  |                                 |                                   |  |  |       |  |  | Gianfrancesco Gonzaga |  |  | Ludovico III Gonzaga |  |
|                           |                  | Barbara di Brandeburgo          |                                   |  |  |       |  |  | Gianfrancesco Gonzaga |  |  |                      |  |
| Ludovico Gonzaga          |                  |                                 |                                   |  |  |       |  |  | Gianfrancesco Gonzaga |  |  |                      |  |
|                           |                  | Antonia del Balzo               | Pirro del Balzo                   |  |  |       |  |  |                       |  |  |                      |  |
|                           |                  | Antonia del Balzo               | Pirro del Balzo                   |  |  |       |  |  |                       |  |  |                      |  |
|                           |                  | Antonia del Balzo               | Maria Donata Orsini               |  |  |       |  |  |                       |  |  |                      |  |
| Luigi Gonzaga "Rodomonte" |                  | Antonia del Balzo               |                                   |  |  |       |  |  |                       |  |  |                      |  |
|                           |                  | Gianluigi II Fieschi            | Gianluigi I Fieschi               |  |  |       |  |  |                       |  |  |                      |  |
|                           |                  | Gianluigi II Fieschi            | Gianluigi I Fieschi               |  |  |       |  |  |                       |  |  |                      |  |
|                           |                  | Gianluigi II Fieschi            | Luisetta Fregoso                  |  |  |       |  |  |                       |  |  |                      |  |
| Francesca Fieschi         |                  | Gianluigi II Fieschi            |                                   |  |  |       |  |  |                       |  |  |                      |  |
|                           |                  | Caterina Del Carretto           | Giovanni I Lazzarino Del Carretto |  |  |       |  |  |                       |  |  |                      |  |
|                           |                  | Caterina Del Carretto           | Giovanni I Lazzarino Del Carretto |  |  |       |  |  |                       |  |  |                      |  |
|                           |                  | Caterina Del Carretto           | Viscontina Adorno                 |  |  |       |  |  |                       |  |  |                      |  |
| Vespasiano Gonzaga        |                  | Caterina Del Carretto           |                                   |  |  |       |  |  |                       |  |  |                      |  |
|                           | Prospero Colonna | Antonio Colonna                 |                                   |  |  |       |  |  |                       |  |  |                      |  |
|                           | Prospero Colonna | Antonio Colonna                 |                                   |  |  |       |  |  |                       |  |  |                      |  |
|                           | Prospero Colonna | Antonella Cantelmi              |                                   |  |  |       |  |  |                       |  |  |                      |  |
| Vespasiano Colonna        | Prospero Colonna |                                 |                                   |  |  |       |  |  |                       |  |  |                      |  |
|                           |                  | Covella di Sanseverino          | …                                 |  |  |       |  |  |                       |  |  |                      |  |
|                           |                  | Covella di Sanseverino          | …                                 |  |  |       |  |  |                       |  |  |                      |  |
|                           |                  | Covella di Sanseverino          | …                                 |  |  |       |  |  |                       |  |  |                      |  |
| Isabella Colonna          |                  | Covella di Sanseverino          |                                   |  |  |       |  |  |                       |  |  |                      |  |
|                           |                  | Jacopo IV Appiano               | Jacopo III Appiano                |  |  |       |  |  |                       |  |  |                      |  |
|                           |                  | Jacopo IV Appiano               | Jacopo III Appiano                |  |  |       |  |  |                       |  |  |                      |  |
|                           |                  | Jacopo IV Appiano               | Battistina Fregoso                |  |  |       |  |  |                       |  |  |                      |  |
| Beatrice Appiano          |                  | Jacopo IV Appiano               |                                   |  |  |       |  |  |                       |  |  |                      |  |
|                           |                  | Vittoria Todeschini Piccolomini | Antonio Todeschini Piccolomini    |  |  |       |  |  |                       |  |  |                      |  |
|                           |                  | Vittoria Todeschini Piccolomini | Antonio Todeschini Piccolomini    |  |  |       |  |  |                       |  |  |                      |  |
|                           |                  | Vittoria Todeschini Piccolomini | Maria d'Aragona                   |  |  |       |  |  |                       |  |  |                      |  |
|                           |                  | Vittoria Todeschini Piccolomini |                                   |  |  |       |  |  |                       |  |  |                      |  |

## Galleria d'immagini

### Ritratti

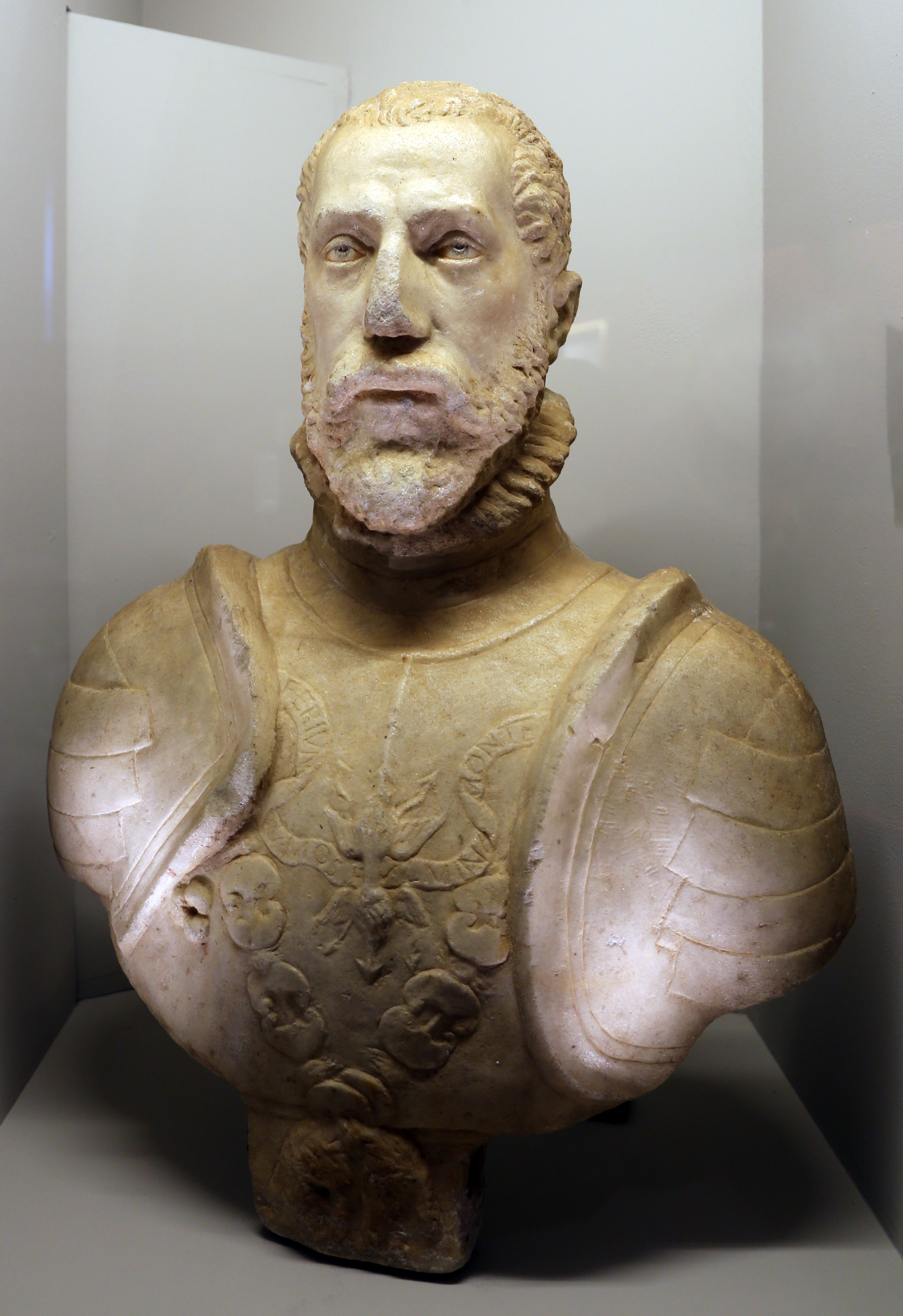
Busto di Vespasiano Gonzaga, Castello di San Giorgio (Mantova)
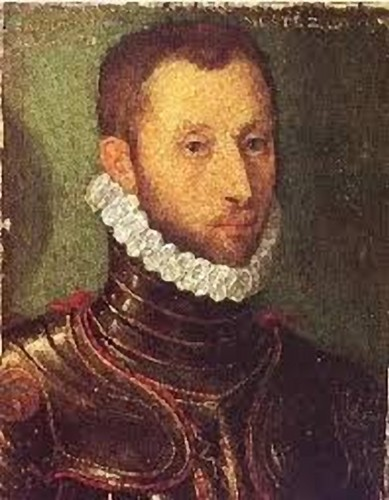
Ritratto di Vespasiano Gonzaga
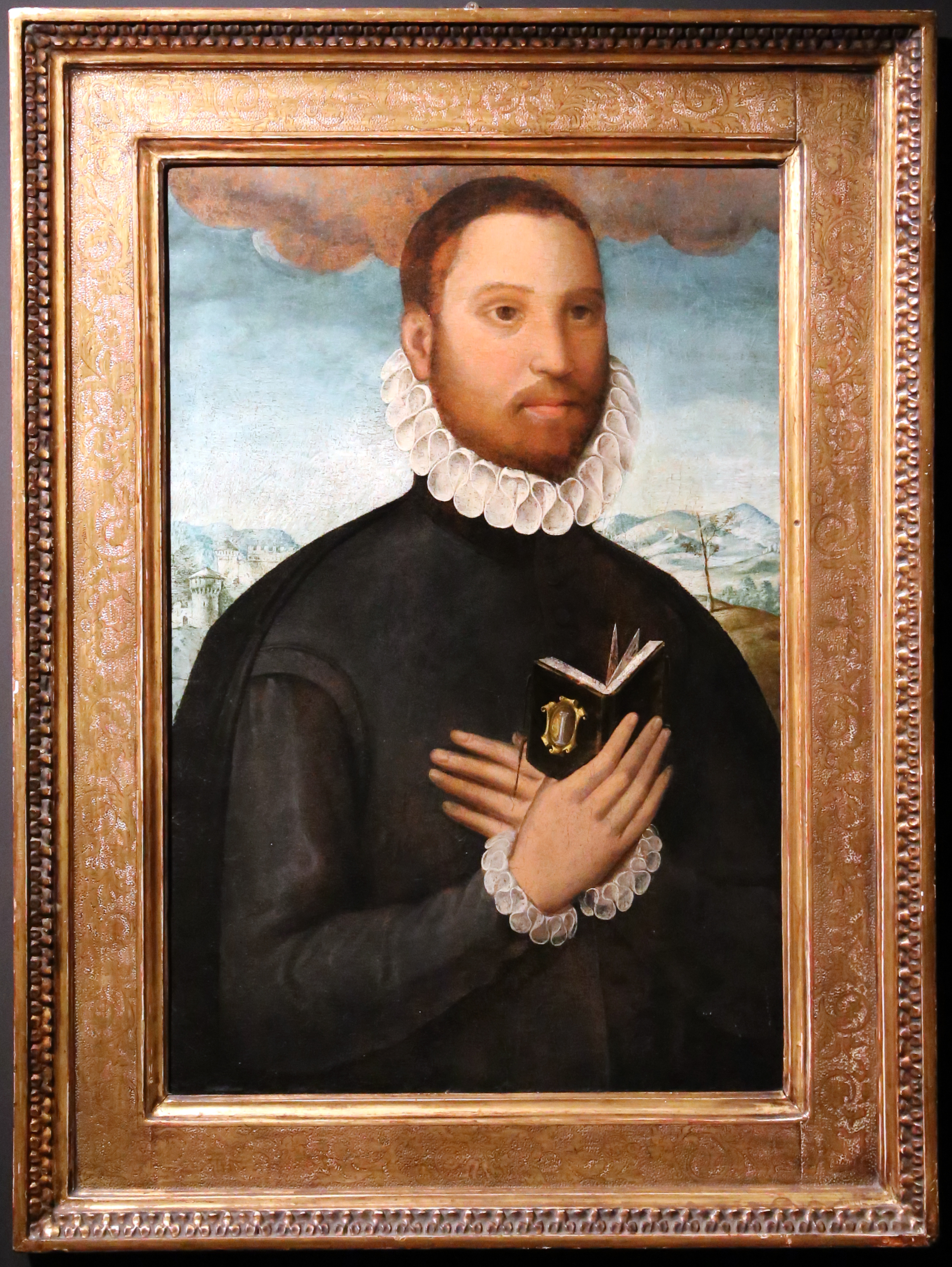
Francesco Pesenti, Ritratto di Vespasiano I Gonzaga
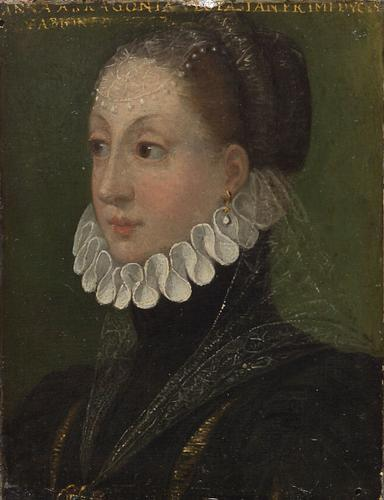
Anna Trastámara d'Aragona
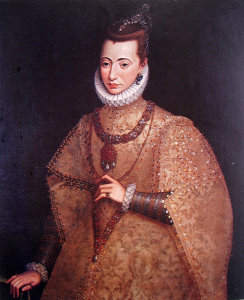
Margherita Gonzaga
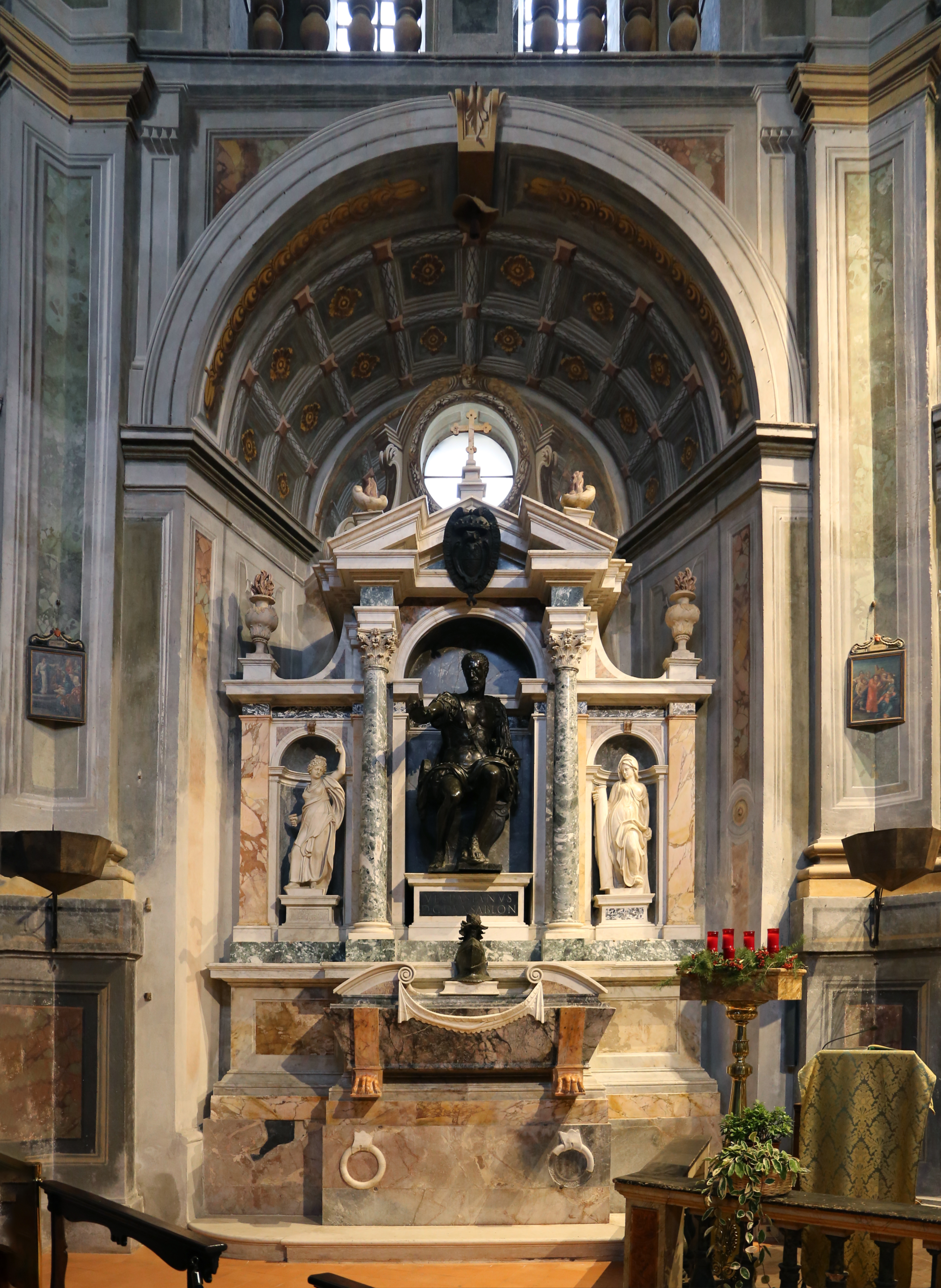
Monumento funebre di Vespasiano Chiesa della Beata Vergine Incoronata

### Monete (Zecca di Sabbioneta)

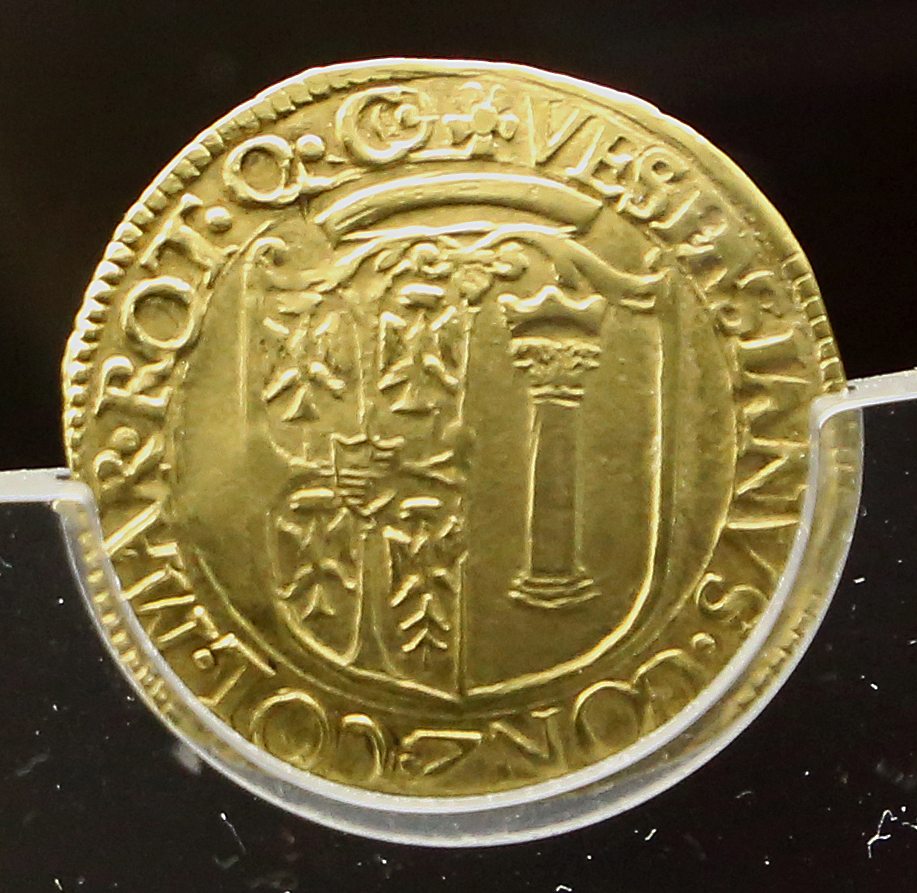
Scudo di Vespasiano
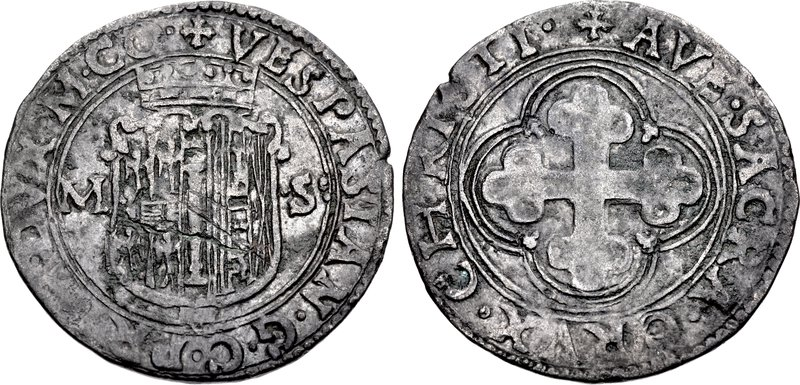
Bianco di Vespasiano
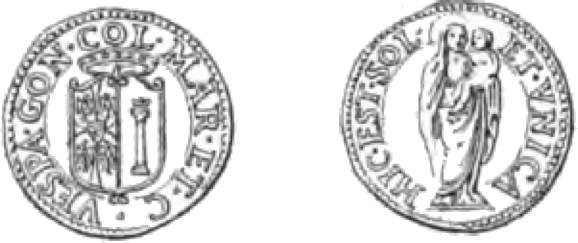
Doppio soldo
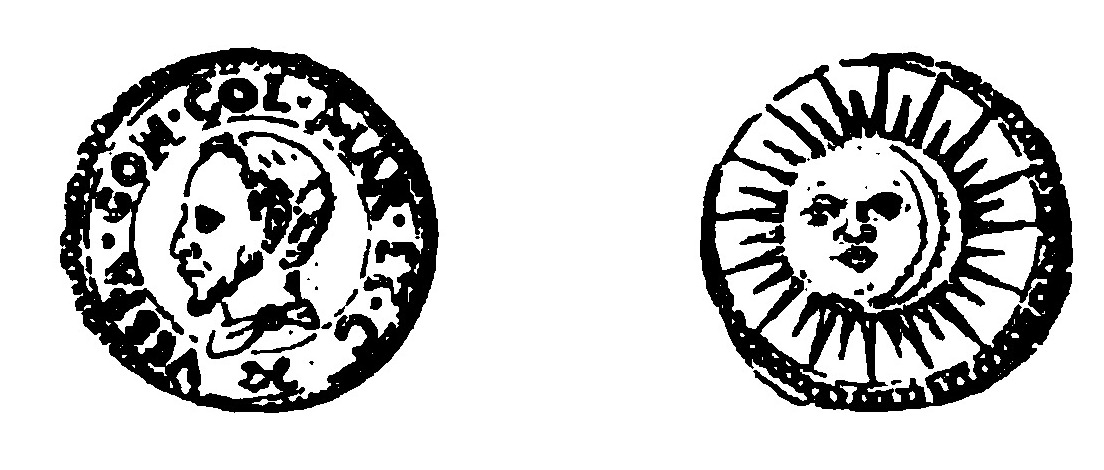
Mocenigo
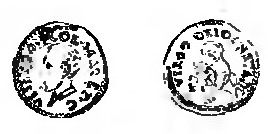

### Stemmi

Stemma di Vespasiano come Conte di Sabbioneta
Stemma di Vespasiano come Marchese di Sabbioneta
Stemma di Vespasiano come Duca di Sabbioneta